# Huamanga
|  | Aquest article tracta sobre la província peruana. Si cerqueu la ciutat peruana, vegeu «Ayacucho (ciutat)». |

Huamanga és una de les onze províncies que conformen el departament d'Ayacucho. La capital de la província és la ciutat d'Ayacucho, també coneguda com Huamanga. Limita al nord amb la província de Huanta, a l'est amb la província de La Mar i el departament d'Apurímac, al sud amb les províncies de Vilcashuamán i la de Cangallo i a l'oest amb el departament de Huancavelica. La província té una extensió de 2.981,37 km² i es troba dividida en 16 districtes:
- Acocro

- Acos Vinchos
- Andrés Avelino Càceres Dorregaray
- Ayacucho
- Carmen Alto
- Chiara
- Jesús Nazareno
- Ocros
- Pacaycasa
- Quinua
- San José de Ticllas
- San Juan Bautista
- Santiago de Pischa
- Socos
- Tambillo
- Vinchos

- Consellers regionals
  - 2019 - 2022[1]
- # Dante Alex Medina Gutiérrez (Desarrollo Integral de Ayacucho)
- # Elizabeth Prado Montoya (Musuq Ñan)
- # Javier Berrocal Crisóstomo (Qatun Tarpuy)

- 2019 - 2022[1]
  - Alcalde : Yuri Alberto Gutiérrez Gutiérrez, de Musuq Ñan.
  - Regidors :
- # Emilio Jurado Alarcón (Musuq Ñan)
- # Eulogio Méndez Arango (Musuq Ñan)
- # Walther Pérez Quintero (Musuq Ñan)
- # Alex Pascual Vargas Pérez (Musuq Ñan)
- # Karolan Zolanch Zulin Suárez Rodríguez (Musuq Ñan)
- # Rómulo Pariona Llamocca (Musuq Ñan)
- # Jhovana Feliciana Santos Espino (Musuq Ñan)
- # Yolanda Cueto Sulca (Qatun Tarpuy)
- # Héctor Nina Ñaccha (Qatun Tarpuy)
- # Óscar Huamán Carpio (Desarrollo Integral Ayacucho)
- # Javier Morales Salazar (Movimiento Regional Gana Ayacucho)